# Língula da mandíbula
A Língula da mandíbula é uma elevação, uma crista, próxima à entrada ao forame da mandíbula.